# Hans Marti (Architekt)
Hans Marti (* 11. Juli 1913 in Berlin; † 20. Dezember 1993) war ein Schweizer Architekt und Planer. Er hat die Raum- und Landesplanung in der Schweiz seit dem Zweiten Weltkrieg massgebend mitgeprägt.

## Leben
Hans Marti wurde 1913 als Sohn eines Schweizer Kaufmanns und einer deutschen Lehrerin geboren. Er besuchte die Primarschule in Rio de Janeiro, ab 1921 in Brugg und später in Kaltbrunn, anschliessend das Gymnasium in der Stadt Zürich.
1931 bis 1936 studierte Hans Marti an der ETH Zürich Architektur bei Friedrich Hess, Wiliam Dunkel und Hans Bernoulli. Er diplomierte bei Otto Rudolf Salvisberg. Darauf arbeitete er während dreier Jahre als Architekt und entwarf den Landgasthof der Landesausstellung (Landi) 1939. Nach zwei Semestern Mathematikstudium, wiederum an der ETH, arbeitete er 1941–1943 bei der Bauausführung der Festungswerke auf dem Grimsel. Hans Marti starb 1993.

## Raumplanung

### Planung
In den Jahren 1943 bis 1946 war Marti Mitarbeiter im Zentralbüro für Landesplanung der Schweizerischen Vereinigung für Landesplanung (VLP) und damit derjenigen Institution, welche die Landesplanung in der Schweiz de facto eingeführt hat. Diese Pionierarbeit führte er auch als selbständiger Planer weiter. Bis ans Ende seiner Tätigkeit zeichnete er für rund 14 Regionalplanungen und über 80 Ortsplanungen, Stadtplanungen und Bauordnungen verantwortlich, darunter jene von Zofingen, Aarau, Brugg, Chur, Uster, Winterthur und Zurzach. Daneben gelang es ihm, ortsverträglichere Autobahnführungen in Murten (weiter ab von der Altstadt), Faido (Tunnel statt Ortsdurchfahrt), Bellinzona (ohne Abbruch der Stadtmauer) durchzusetzen. Als Berater der damaligen politischen Behörden gelang es Marti den Dorfkern von Muttenz zu erhalten, wofür diese Gemeinde 1983 mit dem Wakker-Preis ausgezeichnet wurde.
Hans Marti setzte sich für baurechtliche Verbesserungen und «eine umfassende Sicht» ein, etwa den Ersatz der althergebrachten Vorschriften wie  Baulinien, Traufhöhe und Grenzabstand durch die Einführung von Überbauungs- und Ausnützungsziffern. Diese erlauben eine freiere plastische Gestaltung der Siedlungen unter Einbezug vertikaler Akzente und die Aussparung grosszügiger Grünflächen. Dieses grundlegende Engagement, auch durch die Schriften eines Camillo Sitte inspiriert,  setzte sich in der Verbandsarbeit fort. So war Marti Gründungsmitglied des Bundes Schweizer Planer (BSP) und engagierte sich in der Fachgruppe Raumplanung und Umweltschutz im Schweizerischen Ingenieur- und Architektenverein (SIA), der ihn später zum Ehrenpräsidenten ernannte. Der BSP und der Schweizer Heimatschutz würdigten Martis Einsatz durch Ernennung zum Ehrenmitglied.

### Publikationen
Neben der Arbeit im eigenen Büro war Marti ab 1949 Redaktor der Schweizerischen Bauzeitung, eine Aufgabe, die er erst 1962 aufgab, als er im Auftrag des Stadtrates von Zürich Delegierter für Stadtplanung wurde. Jakob Zweifel nennt die Zeit unter Marti als «eine der glücklichsten» der Bauzeitung. Zahlreiche Artikel in der Zeitschrift Plan und in der Neuen Zürcher Zeitung und viele Vorträge zeigen seine aufklärerische Seite.

## Wichtige Projekte

### Städtebau
- Planung Zofingen: gemischte Bauweise
- Planung Chur: Vergleichsstudien verschiedene Bauweisen
- Überbauung Telli, Aarau

### Orts-, Regional- und Landesplanung
- Bauordnung Aarau
- Regionalplanung Baden
- Regionalplanung Birrfeld
- Quartierplanung Hottingen (Zürich): Vorbild für weitere Quartierplanungen

### Heimatschutz
- Untersuchungen zur Zürcher Altstadt
- Kernzonenplanung Muttenz (Wakker-Preis 1983)
- Umfahrung Murten
- Umfahrungen Faido und Bellinzona

## Schriften
- Von Hans Marti sind zahlreiche Artikel erschienen in der Schweizerischen Bauzeitung, die als Digitalisat in E-Periodica zugänglich ist.